# Tachaea chinensis
Tachaea chinensis is een pissebed uit de familie Corallanidae. De wetenschappelijke naam van de soort is voor het eerst geldig gepubliceerd in 1910 door Thielemann.